# Euphorbia atoto
Euphorbia atoto ist eine Pflanzenart aus der Gattung Wolfsmilch (Euphorbia) in der Familie der Wolfsmilchgewächse (Euphorbiaceae).

## Beschreibung
Die nicht sukkulente Euphorbia atoto bildet sehr kleine Sträucher mit einer intensiven Verzweigung aus. Aus einer starken und holzigen Wurzel bilden sich flach liegende Triebe, bei denen die Knoten verdickt sind. Die dicklichen und gegenständig angeordneten Blätter stehen an einem 1 Millimeter langen Stiel, sind elliptisch geformt und werden 3,5 Zentimeter lang und 1,25 Zentimeter breit. Es werden haarförmige Nebenblätter ausgebildet.
Der Blütenstand besteht aus sehr dicht stehenden Cymen, die sich an den Triebspitzen bilden. Die Cyathien werden 2 Millimeter groß und die Nektardrüsen besitzen am Rand sehr kleine kronblattartige Fortsätze. Die stumpf gelappte Frucht ist nicht behaart und der kugelförmige Samen ist glatt. 

## Verbreitung und Systematik
Euphorbia atoto ist an den Küsten des Pazifischen und Indischen Ozeans verbreitet. Die Art steht auf der Roten Liste der IUCN und gilt als gefährdet (Vulnerable).
Die Erstbeschreibung der Art erfolgte 1786 durch Georg Forster. Synonyme für Euphorbia atoto sind Anisophyllum atoto (G.Forst.) Klotzsch & Garke (1860) und Chamaesyce atoto (G.Forst.) Croizat (1936).